# Saint-Paul-de-Loubressac
Saint-Paul-de-Loubressac korábbi község Franciaországban, Lot megyében. Lakosainak száma 591 fő (2018. január 1.). Saint-Paul-de-Loubressac Montfermier, Montpezat-de-Quercy, Castelnau-Montratier, Saint-Paul-Flaugnac, Fontanes, Montdoumerc és Pern községekkel határos.
2016. január 1-jén Flaugnac korábbi községgel egyesült és az így létrejött Saint-Paul-Flaugnac új község része lett.

## Népesség
A település népessége az elmúlt években az alábbi módon változott:
| Lakosok száma | 378  | 364  | 380  | 423  | 430  | 536  | 559  | 555  | 589  | 591  |
|               | 1962 | 1968 | 1982 | 1990 | 1999 | 2008 | 2011 | 2013 | 2017 | 2018 |